# 九洲城
九洲城建成於1984年，占地1.54萬平方米，位於珠海市香洲區吉大景山路，地處石景山大酒店與萬科珠賓花園（前珠海賓館）之間，與國貿購物廣場、珠海百貨廣場、珠海免稅商場渾然一體，是珠海的政治、文化中心和標誌性建築之一。